# Brion (Saône-et-Loire)
Brion é uma comuna francesa na região administrativa de Borgonha-Franco-Condado, no departamento Saône-et-Loire. Estende-se por uma área de 16,32 km². Em 2010 a comuna tinha 303 habitantes (densidade: 18,6 hab./km²).